# Nematonotus
Nematonotus es un género extinto de peces osteíctios prehistóricos del orden Aulopiformes. Este género marino fue descrito científicamente por Woodward en 1899.

## Especies
Clasificación del género Nematonotus:
- † Nematonotus Woodward 1899
  - † Nematonotus bottae Pictet y Humbert 1866